# موريس (سرقسطة)
بلدية موريس (بالإسبانية: Morés) هي بلدية تقع في مقاطعة سرقسطة التابعة لمنطقة أراغون شمال شرق إسبانيا.

## الديموغرافيا
بلغ عدد سكان بلدية موريس 422 نسمة عام 2011 (وفقاً للمعهد الوطني الإسباني للإحصاء).
| 518 | 503 | 455 | 407 | 447 | 443 | 422 |